# 16220 Mikewagner
16220 Mikewagner (2000 DB40) là một tiểu hành tinh vành đai chính được phát hiện ngày 29 tháng 2 năm 2000 bởi nhóm nghiên cứu tiểu hành tinh gần Trái Đất phòng thí nghiệm Lincoln ở Socorro.